# کاملاً مال خودمان (فیلم ۲۰۰۵)
کاملاً مال خودمان (به انگلیسی: Our Very Own) فیلمی محصول سال ۲۰۰۵ و به کارگردانی کامرون واتسون است. در این فیلم بازیگرانی همچون الیسون جنی، شریل هاینز، جیسون ریتر، هیلاری برتون، بت گرانت، کیت کارادین، آتم ریسر، مری بدهام، فایت پرینس و دیل دیکی ایفای نقش کرده‌اند.